# Lista dos Jogos Paralímpicos
Esta é a lista das cidades onde se realizaram os Jogos Paraolímpicos, dividida em jogos de Verão e Inverno e ordenada por anos.

## Jogos Paraolímpicos de Verão
| Ano  | Ordem            | Cidade                         | País                                  | Maior n.º de medalhas     |
| ---- | ---------------- | ------------------------------ | ------------------------------------- | ------------------------- |
| 1960 | I Olimpíada      | Roma                           | ITA Itália                            | ITA Itália                |
| 1964 | II Olimpíada     | Tóquio                         | JPN Japão                             | USA Estados Unidos        |
| 1968 | III Olimpíada    | Tel Aviv                       | ISR Israel                            | USA Estados Unidos        |
| 1972 | IV Olimpíada     | Heidelberg                     | GER Alemanha                          | FRG Alemanha Ocidental    |
| 1976 | V Olimpíada      | Toronto                        | CAN Canadá                            | USA Estados Unidos        |
| 1980 | XXII Olimpíada   | Arnhem                         | NED Países Baixos                     | USA Estados Unidos        |
| 1984 | XXIII Olimpíada  | Stoke Mandeville / Nova Iorque | GBR Grã-Bretanha / USA Estados Unidos | USA Estados Unidos        |
| 1988 | XXIV Olimpíada   | Seul                           | KOR Coreia do Sul                     | USA Estados Unidos        |
| 1992 | XXV Olimpíada    | Barcelona                      | ESP Espanha                           | USA Estados Unidos        |
| 1996 | XXVI Olimpíada   | Atlanta                        | USA Estados Unidos                    | USA Estados Unidos        |
| 2000 | XXVII Olimpíada  | Sydney                         | AUS Austrália                         | AUS Austrália             |
| 2004 | XXVIII Olimpíada | Atenas                         | GRE Grécia                            | CHN China                 |
| 2008 | XXIX Olimpíada   | Pequim                         | CHN China                             | CHN China                 |
| 2012 | XXX Olimpíada    | Londres                        | Reino Unido                           | CHN China                 |
| 2016 | XXXI Olimpíada   | Rio de Janeiro                 | Brasil                                | CHN China                 |
| 2020 | XXXII Olimpíada  | Tóquio                         | Japão                                 | Jogos ainda não iniciados |

### Países com mais medalhas de ouro
- Estados Unidos: 8
- Alemanha: 1
- China: 3
- Austrália: 1
- Itália: 1

## Jogos Paraolímpicos de Inverno
| Ano  | Ordem          | Cidade         | País               | Maior n.º de medalhas  |
| ---- | -------------- | -------------- | ------------------ | ---------------------- |
| 1976 | I Olimpíada    | Örnsköldsvik   | SWE Suécia         | FRG Alemanha Ocidental |
| 1980 | II Olimpíada   | Geilo          | NOR Noruega        | NOR Noruega            |
| 1984 | III Olimpíada  | Innsbruck      | AUT Áustria        | AUT Áustria            |
| 1988 | IV Olimpíada   | Innsbruck      | AUT Áustria        | NOR Noruega            |
| 1992 | V Olimpíada    | Albertville    | FRA França         | USA Estados Unidos     |
| 1996 | VI Olimpíada   | Lillehammer    | NOR Noruega        | NOR Noruega            |
| 2000 | VII Olimpíada  | Nagano         | JPN Japão          | NOR Noruega            |
| 2004 | VIII Olimpíada | Salt Lake City | USA Estados Unidos | USA Estados Unidos     |
| 2006 | IX Olimpíada   | Turim          | ITA Itália         | RUS Rússia             |
| 2010 | X Olimpíada    | Vancouver      | Canadá             | GER Alemanha           |
| 2014 | XI Olimpíada   | Sóchi          | Rússia             | RUS Rússia             |

## Países com mais medalhas de ouro
- Noruega: 4
- Estados Unidos: 2
- Rússia; 2
- Áustria: 2

## Ligações Externas
Site do Comitê Olímpico Internacional(em inglês)
Comitê Paralímpico Internacional(em inglês)